# Microsoft Office 2007
Microsoft Office 2007 (кодовое имя Office 12) — версия пакета приложений Microsoft Office, последовавшая за Microsoft Office 2003 и предшествующая Microsoft Office 2010. Поступила в продажу для организаций 30 ноября 2006, для индивидуальных клиентов — 30 января 2007. Одновременно была выпущена операционная система Windows Vista. Office 2007 не работает под Windows 2000 и Windows XP без пакета обновления 2. 

## Системные требования
- Частота процессора не менее 500 МГц
- Не менее 256 Мб оперативной памяти
- 1,5—2 Гб свободного места на жёстком диске
- Дисковод для компакт-дисков или DVD-дисков
- Разрешение экрана не менее 1024x768 точек
- Операционная система Windows XP с SP2, Windows Server 2003 с SP1, Windows Vista[1] или более новые версии.

## Особенности
Версия пакета отличается от предыдущих: в некоторых приложениях начал использоваться интерфейс Ribbon, форматом приложений по умолчанию стал Office Open XML, исчез Office Assistant, появились компоненты Microsoft Groove, Microsoft SharePoint Designer и Microsoft Accounting. Также появились рисунки SmartArt и поддержка символов Юникода, расположенных за пределами основной многоязычной плоскости (предыдущие версии Microsoft Office до 2003 включительно поддерживали символы Юникода только из основной многоязычной плоскости).

### Поддержка OpenDocument
Начиная с Microsoft Office 2007 SP2, имеется встроенная поддержка формата OpenDocument.

## Редакции
| Приложение                      | Базовая (Basic)           | Для дома, работы и учёбы (Home and Student) | Стандартная (Standard)    | Для малого бизнеса (Small Business) | Профессиональная (Professional) | Профессиональная плюс (Professional Plus) | Максимальная (Ultimate)   | Корпоративная (Enterprise) |
| ------------------------------- | ------------------------- | ------------------------------------------- | ------------------------- | ----------------------------------- | ------------------------------- | ----------------------------------------- | ------------------------- | -------------------------- |
| Word                            | Да                        | Да                                          | Да                        | Да                                  | Да                              | Да                                        | Да                        | Да                         |
| Excel                           | Да                        | Да                                          | Да                        | Да                                  | Да                              | Да                                        | Да                        | Да                         |
| Outlook                         | Да                        | Нет                                         | Да                        | Да                                  | Да                              | Да                                        | Да                        | Да                         |
| PowerPoint                      | Только в режиме просмотра | Да                                          | Да                        | Да                                  | Да                              | Да                                        | Да                        | Да                         |
| Publisher                       | Нет                       | Нет                                         | Нет                       | Да                                  | Да                              | Да                                        | Да                        | Да                         |
| Access                          | Нет                       | Нет                                         | Нет                       | Нет                                 | Да                              | Да                                        | Да                        | Да                         |
| InfoPath                        | Нет                       | Нет                                         | Нет                       | Нет                                 | Нет                             | Да                                        | Да                        | Да                         |
| Communicator                    | Нет                       | Нет                                         | Нет                       | Нет                                 | Нет                             | Нет                                       | Нет                       | Да                         |
| Groove                          | Нет                       | Нет                                         | Нет                       | Нет                                 | Нет                             | Нет                                       | Да                        | Да                         |
| OneNote                         | Нет                       | Да                                          | Нет                       | Нет                                 | Нет                             | Нет                                       | Да                        | Да                         |
| Project                         | Нет                       | Нет                                         | Нет                       | Нет                                 | Нет                             | Нет                                       | Нет                       | Нет                        |
| SharePoint Designer             | Нет                       | Нет                                         | Нет                       | Нет                                 | Нет                             | Нет                                       | Нет                       | Нет                        |
| Visio                           | Только в режиме просмотра | Только в режиме просмотра                   | Только в режиме просмотра | Только в режиме просмотра           | Только в режиме просмотра       | Только в режиме просмотра                 | Только в режиме просмотра | Только в режиме просмотра  |
| Office Customization Tool (OCT) | Нет                       | Нет                                         | Да,только VL версия       | Да, только VL версия                | Нет                             | Нет                                       | Нет                       | Да                         |
| Upgrade MSRP                    | Неизвестно                | N/A                                         | $239.95                   | $279.95                             | $329.95                         | Неизвестно                                | $679.95                   | Неизвестно                 |
| Full MSRP                       | Неизвестно                | $149.95                                     | $399.95                   | $449.95                             | $499.95                         | Неизвестно                                | $679.95                   | Неизвестно                 |

## Пакеты обновлений
Первый пакет обновления (SP1) для Microsoft Office 2007 вышел в декабре 2007 года, второй (SP2) — в апреле 2009 года. Третий пакет обновления (SP3) вышел 25 октября 2011 года.

## Критика
Версия 2007 года стала использовать отличный от версии 2003 года формат файлов, что вызвало некоторое неудобство использования простыми пользователями ПО. Чтобы избежать проблем с совместимостью достаточно было сохранять файлы в старом формате. Также фирмой Microsoft был выпущен пакет обеспечения совместимости, позволяющий ряду более ранних версий Microsoft Office полноценно работать с форматами версии 2007 года. 
Изменения в дизайне и оформлении меню и панелей вызывали неудобства при переходе с устаревших версий - 2003 и XP.